# Istočni Midlands
 Ovo je glavno značenje pojma Istočni Midlands. Za druga značenja pogledajte Istočni Midlands (razdvojba).
Istočni Midlands jedna je od devet službenih regija Engleske i na prvoj je razini NUTS-a u statističke svrhe. Sastoji se od grofovija Derbyshire, Leicestershire, Lincolnshire (osim područja koja zauzimaju unitarne uprave Sjeverni i Sjeveroistočni Lincolnshire), Northamptonshire, Nottinghamshire i Rutlanda. Regija ima površinu od 15 627 km2, s populacijom od 4 804 149 stanovnika u 2019. godini.

## Važnija urbana područja
Najmnogoljudnija urbana područja u regiji su Derby, Leicester, Lincoln, Mansfield, Northampton i Nottingham. Ostali značajniji gradovi uključuju Boston, Chesterfield, Corby, Grantham, Hinckley, Kettering, Loughborough, Newark na Trentu, Skegness, Wellingborough i Worksop.

## Brexit
Referendum o članstvu u Europskoj uniji koji je održan u Ujedinjenom Kraljevstvu - također se naziva referendumom o EU ili Brexit, održan je 23. lipnja 2016. u Ujedinjenom Kraljevstvu (UK) i Gibraltaru kako bi se biračko tijelo izjasnilo treba li država ostati članica ili napustiti Europsku uniju.

U Istočnom Midlandsu je bilo 3 384 299 glasača od kojih je 1 033 036 (41,18%) glasalo za ostanak u EU, dok je 1 475 479 (52,82%) glasalo za napuštanje EU. 
Nakon što se Ujedinjeno Kraljevstvo izjasnilo za izlazaki iz EU, regije NUTS-a smanjile su važnost. Nakon definitivnog razlaza koji je stupio na snagu 1. siječnja 2021.), korištenje regija NUTS-a u svojoj cjelini postaje neslužbeno za britanske regulatorne agencije koje su odlučile da će usvojiti, ili pak stvoriti novu statističku podjelu Engleske.

## Struktura upravljanja
Odluke o regionalnom financiranju za Istočni Midlands donosi Vijeće Istočnog Midlandsa (East Midlands Councils) sa sjedištem u Melton Mowbrayu koji se nalazi u grofoviji Leicestershire. Vijeće Istočnog Midlandsa je neizabrano tijelo koje čine predstavnici lokalne vlasti u regiji. Ugašena Razvojna agencija za Istočni Midlands (East Midlands Development Agency) imala je sjedište pored BBC-ovog ureda za Istočni Midlands u gradu Nottingham i donosila je financijske odluke u vezi s gospodarskim razvojem u regiji. Otkako je konzervativno-liberalno-demokratska koalicijska vlada pokrenula svoj program štednje nakon općih izbora 2010. godine, regionalna tijela kao takva prebačena su u manje skupine koje su sada na razini grofovija. Današnja regija nema neko osnovno, odnosno glavno tijelo sa značajnim financijskim ili planerskim ovlastima za Istočni Midlands.

## Lokalna vlast
Službena regija sastoji se od sljedećih poddiobenih jedinica:
| Karta                      | Ceremonijalne grofovije         | Nemetropolitanske grofovije / Unitarne uprave                                                                                  | Nemetropolitanski okruzi |
| -------------------------- | ------------------------------- | --- | --- |
|                            | Derbyshire                      | 1. Derbyshire | a) High Peak, b) Derbyshire Dales, c) Južni Derbyshire, d) Erewash, e) Amber Valley, f) Sjeveroistočni Derbyshire, g) Chesterfield, h) Bolsover |
| 2. Derby - Unitarna uprava | Derbyshire                      | | |
| Nottinghamshire            | 3. Nottinghamshire              | a) Rushcliffe, b) Broxtowe, c) Ashfield, d) Gedling, e) Newark i Sherwood, f) Mansfield, g) Bassetlaw                          | |
| Nottinghamshire            | 4. Nottingham - Unitarna uprava | | |
| Lincolnshire (samo dio)    | 5. Lincolnshire                 | a) Lincoln, b) Sjeverni Kesteven, c) Južni Kesteven, d) Južni Holland, e) Boston, f) Istočni Lindsey, g) Zapadni Lindsey       | |
| Leicestershire             | 6. Leicestershire               | a) Charnwood, b) Melton, c) Harborough, d) Oadby i Wigston, e) Blaby, f) Hinckley i Bosworth, g) Sjeverozapadni Leicestershire | |
| Leicestershire             | 7. Leicester - Unitarna uprava  | | |
| 8. Rutland                 |                                 | | |
| 9. Northamptonshire        | 9. Northamptonshire             | a) Južni Northamptonshire, b) Northampton, c) Daventry, d) Wellingborough, e) Kettering, f) Corby, g) Istočni Northamptonshire | |